# Sibusiso Nyembezi
Cyril Lincoln Sibusiso Nyembezi (Babanango, 6 de dezembro de 1919 – Pietermaritzburg, 27 de junho de 2000) foi um escritor, poeta, professor e editor de língua zulu na África do Sul. 
Ele foi o grande responsável por elevar o status do estudo do Zulu e dar-lhe respeitabilidade. Nyembezi é conhecido pelo livro conhecido como The rich man of pietermaritzburg (em zulu Inkinsela Mgmungundlovu), um grande sucesso e se tornou um programa de rádio e televisão na África do Sul. Intelectual reconhecido em sua terra natal, Nyembezi lutou contra o abandono do patrimônio e do conhecimento de seu povo, aproveitando ao máximo a escrita para dar-lhe voz.

## Biografia
Nyembezi nasceu na pequena cidade de Babanango, na província de KwaZulu-Natal. Filho de um pastor metodista, era o segundo de quatro irmãos. Estudou em escolas criadas por missionários cristãos, tendo se formado professor, no antigo curso do magistério. Em 1941, ele ingressou na Universidade da África do Sul, onde cursou o bacharelado em Letras, formando-se com honras em inglês e em zulu, seguido de um mestrado em Letras pela Universidade de Witwatersrand em 1954.

## Carreira
Depois de completar os estudos de magistério, Nyembezi começou a lecionar na Escola Secundária de Newcastle. E após o mestrado ele foi indicado como assistente linguístico no Departamento de Estudos Africanos, em 1948. De 1948 a 1953, Nyembezi foi palestrante da Universidade do Witwatersrand, onde ensinou Zulu e Xossa.
Em 1954, foi indicado professor titular e chefe do departamento de Línguas Bantu da Universidade de Fort Hare. Ocupou o cargo até 1959, quando renunciou devido às leis de apartheid que pressionavam para deliberadamente tornar a educação dos negros inferior à dos brancos. Outros que renunciaram ao cargo em Fort Hare incluem Ambrose Phahle, Ethena Mayisele e Selbourne Ngcobo.
Sem o salário da universidade, Nyembezi voltou-se para o mercado literário, principalmente para as crianças em idade escolar. Em 1960, Nyembezi conseguiu emprego em uma editora em Pietermaritzburg, conhecida como Shuter and Shooter, onde se tornou o editor-chefe de línguas africanas. Em 1975 passou a integrar o conselho de administração da editora. Em 1976, juntou-se ao conselho de KwaZulu Booksellers, onde desempenhou um papel importante na mudança de nome para Reach Out Publishers. Em 1979, passou a integrar o conselho da organização da editora conhecida como The Natal Witness, que administrou até o momento em que faleceu.
Ao todo, Nyembezi escreveu vinte livros, incluindo romances e vários volumes de poesia. Editou várias antologias e traduziu vários livros para o zulu. Também compilou dois dicionários de zulu.

## Morte
Em 1997, Nyembezi contraiu meningite da qual nunca se recuperou totalmente. Em 2000, ele ficou paralisado em decorrência da meningite e morreu em 27 de junho de 2000, em Pietermaritzburg, aos 80 anos.